# Legbo
El legbo és una llengua que es parla al sud-est de Nigèria, a la LGA d'Obubra, a l'estat de Cross River i a la LGA d'Afikpo, de l'estat d'Ebonyi.
El legbo és una llengua que forma part del grup lingüístic de les llengües mbembe-legbo, que formen part de la família lingüística de les llengües de l'alt Cross. Les altres llengües del mateix grup lingüístic són el lenyima, el leyigha i l'mbembe, Cross River.

## Ús de la llengua
El legbo és una llengua que gaudeix d'un ús vigorós (6a); tot i que no està estandarditzada, és utilitzada per a persones de totes les edats i generacions. Segons l'ethnologue el 1989 hi havia 60.000 parlants de legbo.

## Població i religió
El 92% dels 78.000 gbos (grup ètnic que parlen el legbo) són cristians; d'aquests, el 70% són protestants, el 15% catòlics i el 15% pertanyen a esglésies cristianes independents. El 8% dels gbos restants creuen en religions tradicionals africanes.